# The Ball Game
«The Ball Game» — американский короткометражный немой документальный фильм, снятый на студии Edison Manufacturing Company. Премьера фильма состоялась 20 мая 1898 года. Фильм был показан в ряде сборников фильмов, включая Diamonds on the Silver Screen.

## Сюжет
Фильм показывает бейсбольный матч двух команд: Reading Fightin Phils и Newark Bears. Питчер Рединга из Пенсильвании позволил игроку с битой из Ньюарка (Нью-Джерси) пройти вперёд. Он радостно улыбается, когда становится первым. Следующий игрок мчится к базе с огромной скоростью. Человек на тренерской линии кричит, подбегает судья и принимает решение. Маленький мальчик бежит вдоль большой трибуны, которую охватило смятение...

## Производство
Съёмки фильма проходили в Ньюарк.